# Cimera de la Terra (1992)
La Cimera de la Terra 1992, oficialment Conferència de les Nacions Unides sobre Medi Ambient i Desenvolupament (en anglès, United Nations Conference on Environment and Development, UNCED) va tenir lloc a Rio de Janeiro, Brasil, del 13 al 14 de juny de 1992. Va reunir 110 caps d'estat i de govern de 178 països. Maurice Strong en va ser el secretari general. Al voltant de 2.400 representants d'organitzacions no governamentals (ONG) hi van ser presents. Més de 17.000 persones assistiren al Forum de les ONG que, paral·lelament a aquesta cimera, va tenir lloc. Aquesta conferència continuava la tasca de la primera conferència internacional sobre medi ambient celebrada a Estocolm del 1972. A la cimera de 1992 es va adoptar un text de 27 principis, titulat «Declaració de Rio sobre el medi ambient i el desenvolupament» que precisa la noció de desenvolupament sostenible.

## Resultats
Van sorgir d'aquesta cimera diversos documents :
- El programa Agenda 21 (segons la denominació en anglès);
- La Declaració de Rio sobre el medi ambient i el desenvolupament;
- La Declaració de principis respecte als boscos;
- El Conveni de les Nacions Unides sobre el canvi climàtic;
- El Conveni sobre la diversitat biològica.[2]